# Heinrich Wilhelm von Huth

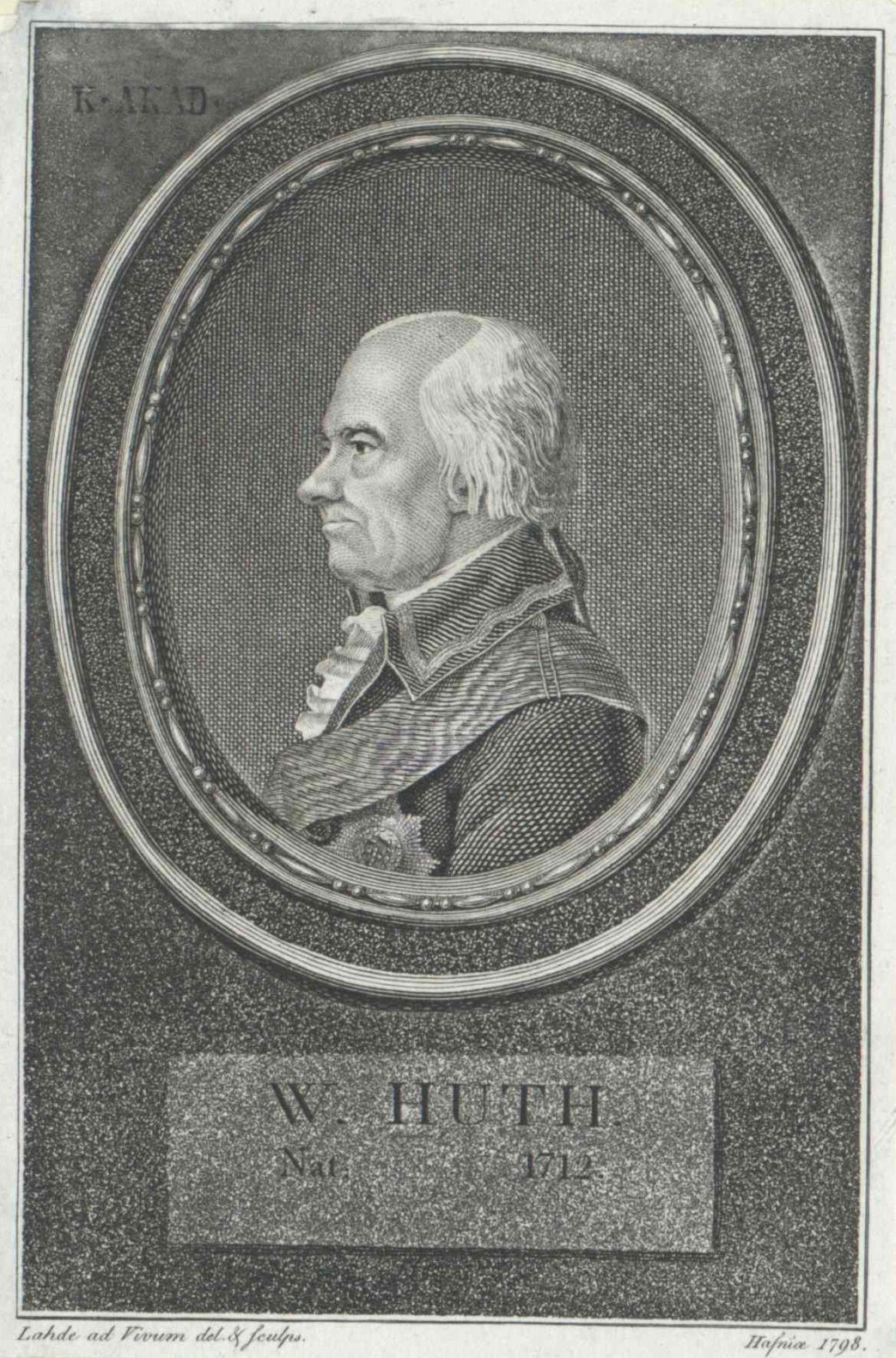
Heinrich Wilhelm von Huth (1798; das angegebene Geburtsdatum 1712 ist ein Fehler des Künstlers Lahde)

Heinrich Wilhelm von Huth (* 17. August 1717 in Costewitz (Elstertrebnitz); † 7. Mai 1806 in Kopenhagen) war dänischer General der Artillerie und Politiker.

## Leben
Seine Eltern waren der Gutsbesitzer Salomon Huth (22. Juli 1660; † 27. Oktober 1748) und dessen Ehefrau Catharina Maria von Lüschwitz († 29. März 1747). Der hessische Kriegsrat August Adolph Huth (1714–1768) war sein Bruder.
Von Huth erhielt seine Schulbildung an dem Gymnasium in Schleusingen, anschließend studierte an der Universität Leipzig Mathematik. Nach seinem Abschluss kam er zur Hessischen Armee, wo er 1745 Hauptmann der Artillerie und 1759 Oberst wurde. Zwischen 1742 und 1762 nahm er an allen Feldzügen teil.
Er diente während des Siebenjährigen Kriegs als hannoverscher Generalmajor und Chef des Ingenieurkorps, Militäringenieur und Festungsbauer. Als solcher nahm er an zahlreichen Belagerungen teil.
Nach dem Krieg kehrte er in hessische Dienste zurück und noch im Jahr 1763 wurde von Huth Gouverneur von Hanau. Dort wurde der spätere dänische General Johann Ludwig Jacob von Binzer (* 1746, † 1811) sein Protegé. Er unterrichtete den Prinzen Karl von Hessen-Kassel, kam mit ihm 1765 nach Kopenhagen und trat 1766 in dänische Dienste über, in denen er Generalleutnant und Chef der Artillerie und des Ingenieurkorps wurde. Dies geschah nach dem Tod Friedrichs V. († 1766). Am 26. Februar 1766 wurde er dänischer Generalleutnant. Seit 1772 General der Infanterie, wurde er 1781 Chef des Generalitätskollegiums und 1784 nach dem Sturz Ove Høegh-Guldbergs Staatsminister. In Dänemark und Norwegen brachte er die Festungswerke in Ordnung, baute Straßen und gründete die Artillerieschule in Kopenhagen.
Dänisch soll der Autorität ausstrahlende Sachse nie gelernt haben. Nach seinem Tod am 7. Mai 1806 wurde ihm von den Offizieren des Heeres acht Tage lang gedacht. Von Huth ist mit seiner Frau zusammen in der Grabkapelle von St. Petri bestattet.
Huth heiratete im Jahr 1745 in Hanau Charlotte Wilhelmine geb. Wagner. Die Ehe war Kinderlos, das Paar hatte aber einen Adoptivsohn.

## Lebenswerk
Heinrich Wilhelm von Huth mobilisierte Norwegen und führte eine Landvermessung durch, welche sich später auch auf Dänemark und Holstein ausdehnte. Ebenso formte er das Pionierwesen und die Artillerie um. Zu seinen Reformen gehörte auch das Unterrichtsreglement der Kadetten, welche nicht mehr durch Geburt, sondern durch ihre Fähigkeit zu militärischen Beförderungen kamen. Im Jahre 1796 wurde von Huth zum Ritter des Elefantenordens geadelt. Seit 1796 zog sich von Huth aus der Politik und somit vom Hof zurück. Während der Zeit am Hofe war er engster Berater des Kronprinzen Friedrich VI.